# Osteria Francescana
Osteria Francescana — ресторан, створений шефом Масімо Ботура та є його власністю в місті Модена, Італія. Визнавався найкращим рестораном світу 2016 і 2018 років за версією британського журналу «Restaurant».

## Загальні відомості
Osteria Francescana визнана трьома зірками в Мішлен та обіймає першу позицію в Італійському путівнику їжі l'Espresso — Ristoranti d'Italia із рейтингом 20/20.
Необхідно повідомляти про свій поважний захід заздалегідь. Резервації приймаються за два та три місяці.